# Torre d’en Beu

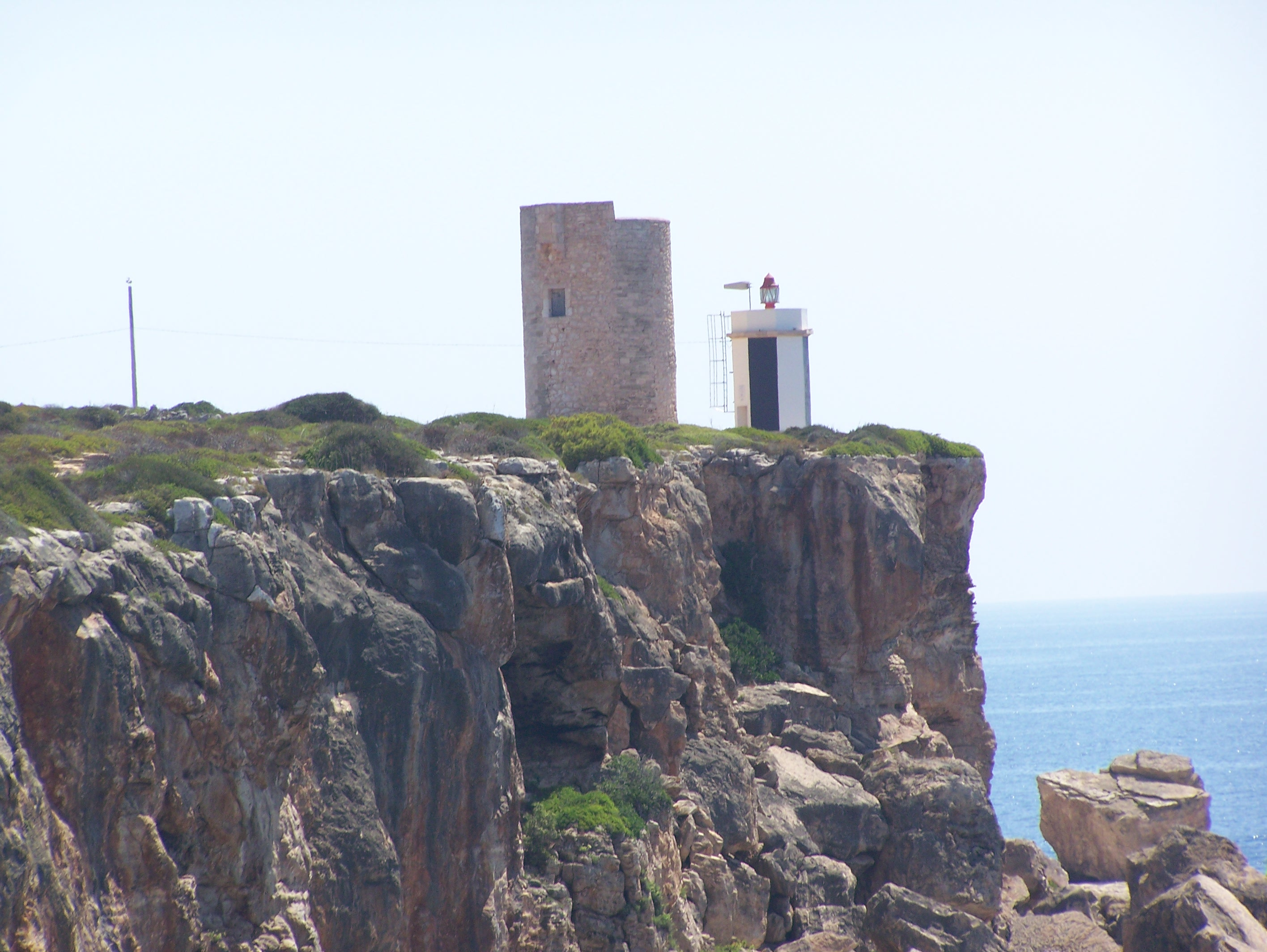
Torre d’en Beu, 2006

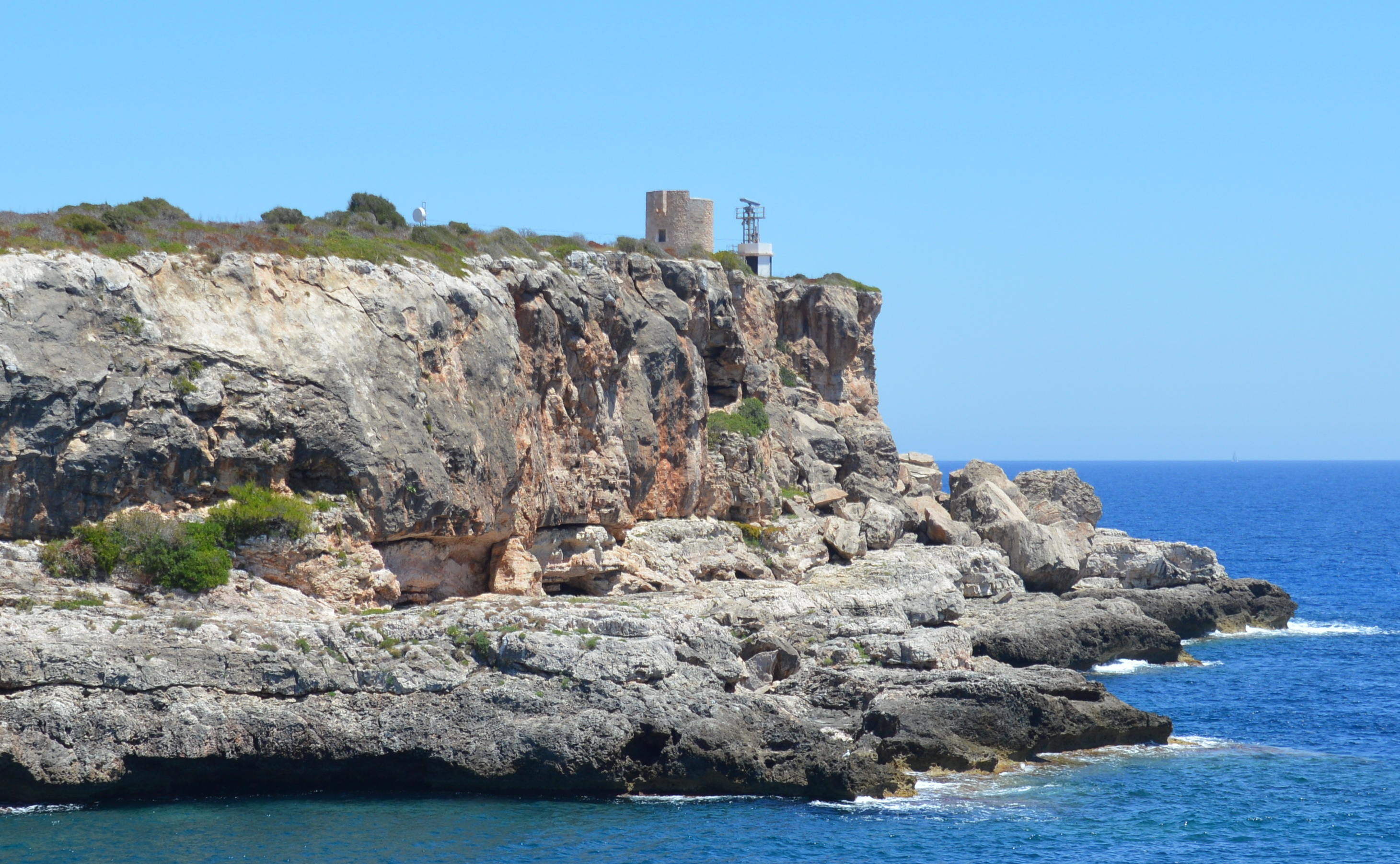
Blick von Cala Figuera auf den Torre d’en Beu

Der Torre d’en Beu, auch Torre de Cala Figuera, ist ein denkmalgeschützter Wachturm an der Küste der spanischen Mittelmeerinsel Mallorca.

## Lage
Er befindet sich östlich von Cala Figuera im Gebiet der Gemeinde Santanyí im südöstlichen Teil der Insel. Der Turm steht auf einer 32 Meter hohen Klippe direkt an der Küste. Östlich des Torre d’en Beu wurde der Leuchtturm Far Torre d’en Beu gebaut.

## Architektur und Geschichte
Der zwölf Meter hohe Turm wurde im Jahr 1569 errichtet und nach einer Zerstörung dann im Jahr 1617 wieder aufgebaut.
Er diente als Wach- und Signalturm und war Teil eines Systems, das vor Piratenangriffen warnen sollte. Die Türme des Systems waren jeweils von einem Turmwächter besetzt. Im Falle, dass er feindliche Schiffe erkannte, wurde ein Signalfeuer entzündet; am Tage frisches Holz, um ein Rauchsignal zu geben, nachts trockenes Holz, um deutlich sichtbare Flammen zu erzeugen. Auf diese Weise wurden die benachbarten, jeweils in Sichtweite errichteten Türme und das Hinterland alarmiert. Im Hinterland wurden durch Glocken dann Männer zur Verteidigung zusammengerufen. Die übrige Bevölkerung suchte Schutz in weiteren Verteidigungsbauwerken.
Im örtlichen Denkmalverzeichnis ist der Turm unter der Nummer RI-51-0008501 eingetragen.